# 추방된 사람들
추방된 사람들(Exils)은 프랑스에서 제작된 토니 갓리프 감독의 2004년 드라마, 모험 영화이다. 로망 뒤리스 등이 주연으로 출연하였고 토니 갓리프 등이 제작에 참여하였다.

## 출연

### 주연
- 로망 뒤리스
- 루브나 아자발

### 조연
- 레일라 마크로프
- 하비브 체익
- 조우어 가셈
- 하산 나바트

## 제작진
- 미술: 브리짓 브라사르트
- 배역: 에브 걸리로우